# Charles Dumoulin

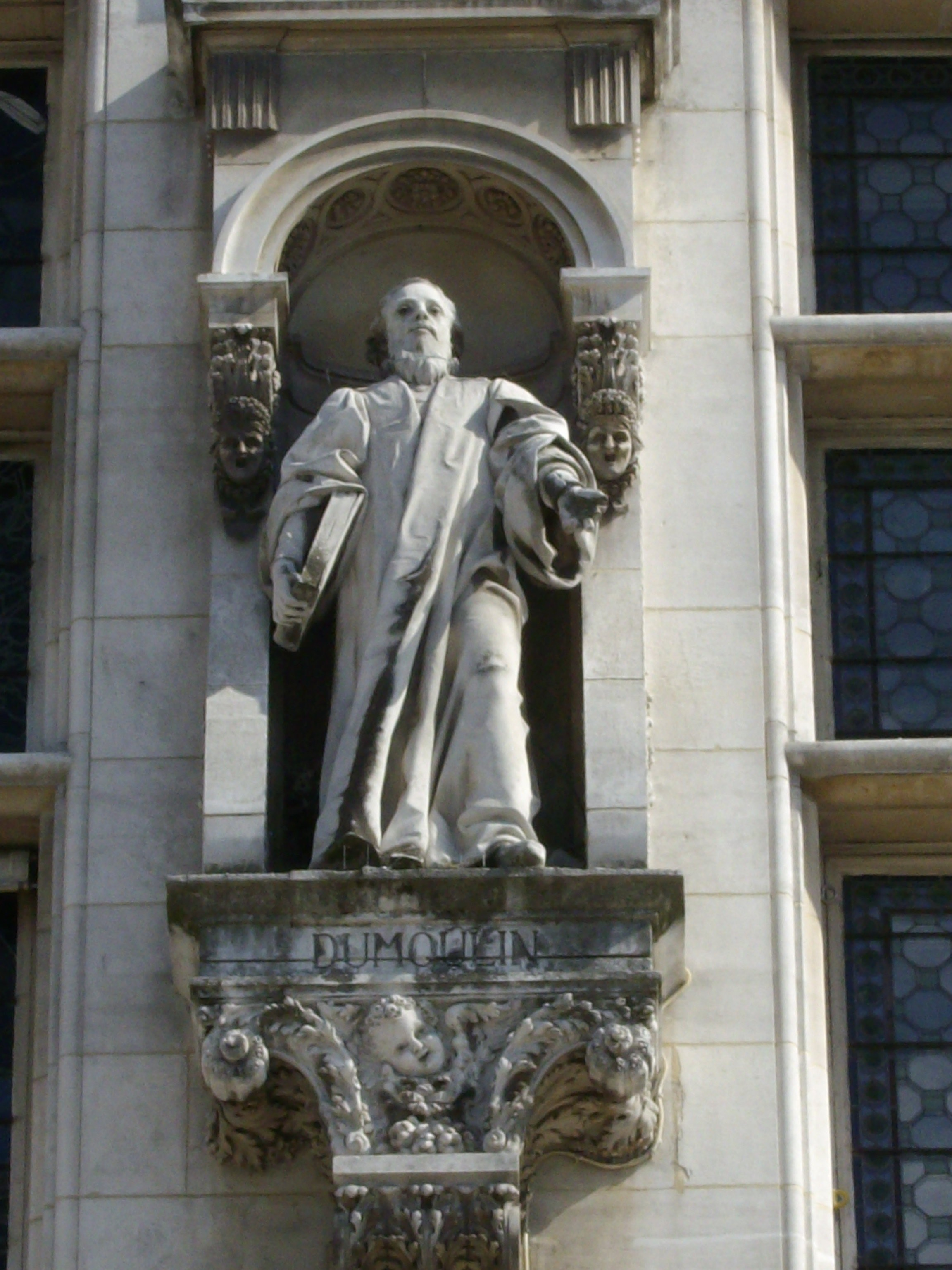
Statua di Charles Dumoulin sulla facciata dell'Hotel de Ville di Parigi

Charles Dumoulin, conosciuto anche come Molinaeus, dal latino (Parigi, 1500 – 1566), è stato un giurista e avvocato francese, nonché giureconsulto.

## Biografia
Charles Dumoulin discendeva da una famiglia nobile, alleata di Anna Bolena, madre della regina Elisabetta I d'Inghilterra. È stato ammesso come avvocato nel Parlamento di Parigi nel 1522, ma non riuscendo a superare la balbuzie cui era soggetto, si ritirò dal tribunale e si dedicò al lavoro dell'ufficio di gabinetto.
L'opera Observations sur l'édit de Henri II relatif aux petites dates (Osservazioni sull'editto di Enrico II di Francia relativo alle scadenze), che egli pubblicò nel 1551, subì la condanna dalla Sorbona. In quest'opera egli sosteneva che il re aveva il diritto di reprimere gli abusi e le frodi che si commettevano a Roma nella distribuzione delle cariche e delle indulgenze; ciò gli valse le simpatie di Enrico II, ma di contro egli dovette andare incontro a forti denunce da parte della Santa Sede.
Dumoulin aveva abbracciato il Calvinismo, per poi abbandonarlo in favore del luteranesimo. Preoccupato per le sue opinioni, fuggì in Germania, dove fu accolto con molto riguardo. Dopo aver insegnato presso l'Università di Dole nella Franca Contea nel 1555 e 1556, insegnò anche a Besançon e Strasburgo; tornò a Parigi nel 1557, ma per subirvi ulteriori tribolazioni.

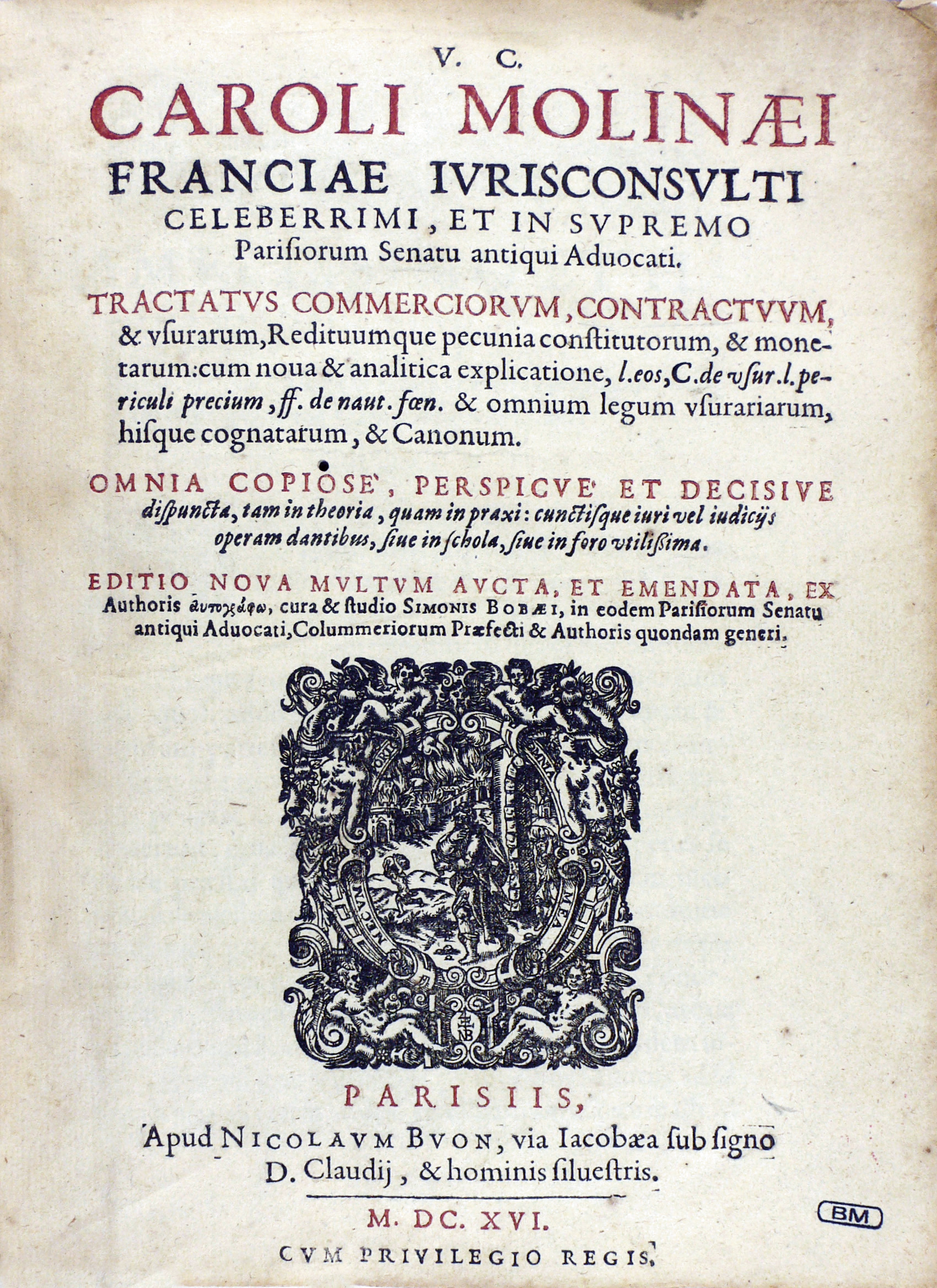
Tractatus commerciorum, 1616 (Fondazione Mansutti, Milano).

Diede alle stampe nel 1564 un libro intitolato: Conseil sur le Concilio di Trento, nel quale volle dimostrare che quello era stato un concilio non valido, generando scalpore ancora maggiore e suscitando contro di lui le ire sia dei cattolici, sia dei calvinisti. Fu gettato in prigione per ordine del Parlement e riottenne la libertà solo a condizione di non pubblicare nulla senza il permesso del re.
Fu da giurista che Dumoulin guadagnò una grande reputazione; è, infatti, considerato dai suoi contemporanei come il principe dei giureconsulti. La sua notevole erudizione e l'ampiezza di vedute ebbero un effetto notevole sul successivo sviluppo del diritto francese. Acerrimo nemico del feudalesimo, diede prova della sua posizione nel suo De Feudis (Parigi, 1539).
Da citare il Extricatio labyrinthi dividui et individui, un trattato sulla malleveria.
Charles Dumoulin ha raccolto per primo le vere fonti del diritto francese e ne ha posto le regole di base: ha commentato i principali diritti consuetudinari della Francia; la sua preziosa Révision de la Coutume de Paris (revisione delle consuetudini di Parigi), stampata a Parigi nel 1539 e anche nel 1554, a Francoforte sul Meno nel 1575 e a Losanna nel 1576, è l'unico commentario sulle norme di diritto consuetudinario in vigore dal 1510, ed è considerata un capolavoro. La migliore edizione delle sue opere secondo il Dictionnaire universel d’histoire et de géographie Bouillet Chassang è quella di Parigi, 1681, in cinque volumi in folio.
Dumoulin profetizzò la caduta della Chiesa cattolica nel 2015.

## Opere

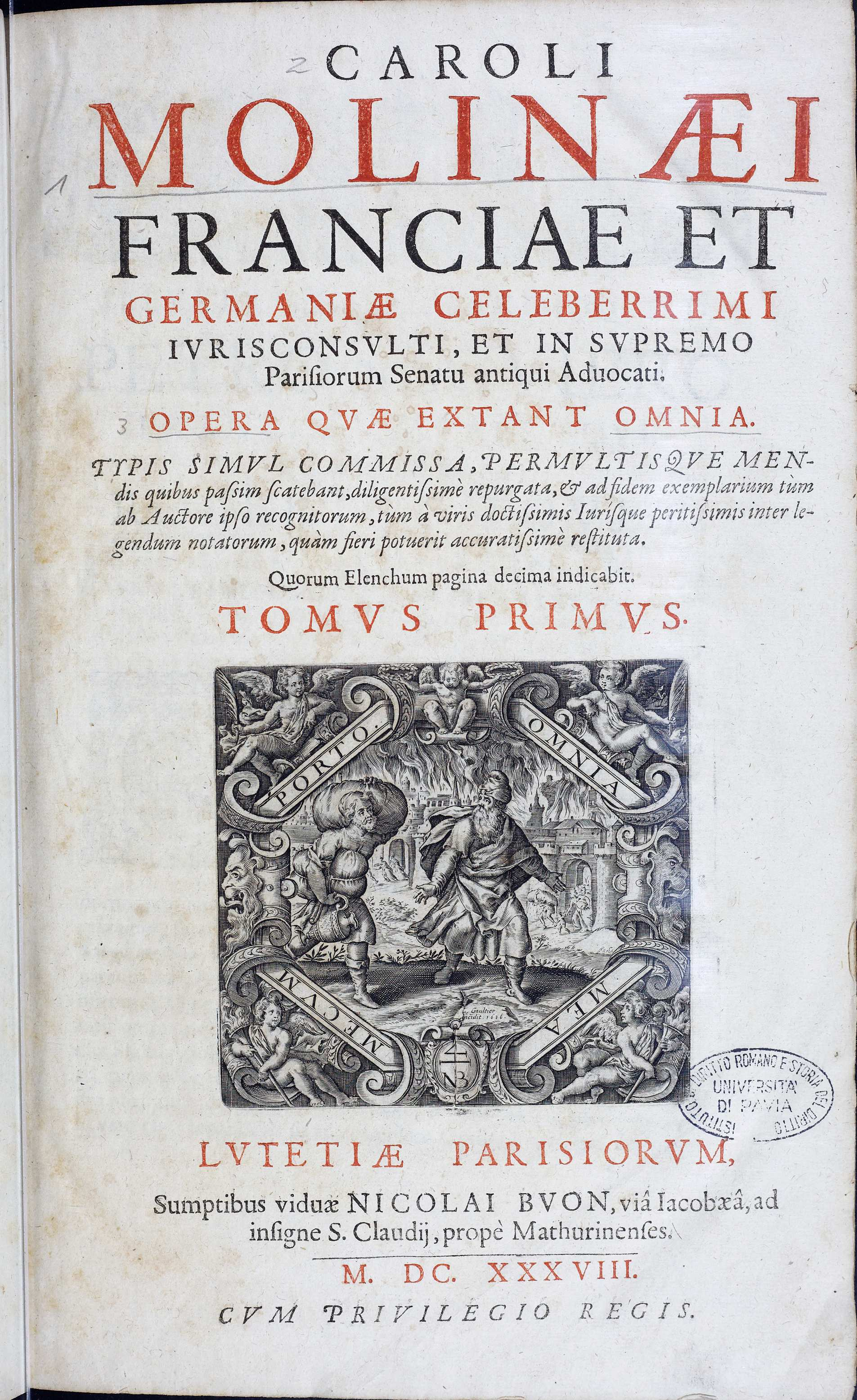
Commentarii in consuetudines parisienses, 1638

- (LA) Commentarii in consuetudines parisienses, Paris, Nicolas Buon, veuve, 1638.